# Nakajima G8N
Die Nakajima G8N Renzan (deutsch Gebirgszug, Bergkette) war ein japanischer Bomber aus dem Zweiten Weltkrieg, der nie in Dienst gestellt wurde.
Sein alliierter Codename war Rita.

## Geschichte
Die Entwicklung der G8N begann 1943 aufgrund einer Forderung nach einem schweren Langstreckenbomber als Ersatz für die Mitsubishi G4M. Das Muster sollte eine Reichweite von mindestens 7.400 km und eine Höchstgeschwindigkeit von 600 km/h haben. Außerdem waren eine bessere Panzerung und Abwehrbewaffnung sowie eine höhere Bombenlast vorgesehen.
Die G8N war ein Mitteldecker in Ganzmetallbauweise mit stoffbespannten Ruderflächen. Um eine schnelle Serienproduktion zu ermöglichen, wurde die Zelle strukturell recht einfach gehalten. Während der Flugerprobung traten Probleme mit den Turboladern auf, die nie zufriedenstellend behoben werden konnten. Aus diesem Grund plante man, die Serienmaschinen mit den 2.200 PS starken Mitsubishi MK9A auszustatten.
Im Juni 1945 wurde das Projekt unter anderem wegen Aluminiummangels eingestellt.

## Verbleib der Prototypen
Von den vier Prototypen wurde mindestens einer bei einem US-Luftangriff zerstört. Nach dem Krieg wurde eine G8N zu Testzwecken in die USA überführt.

## Technische Daten

Dreiseitenansicht

| Kenngröße             | Daten                                                                                    |
| --------------------- | ---------------------------------------------------------------------------------------- |
| Länge                 | 22,94 m                                                                                  |
| Spannweite            | 32,54 m                                                                                  |
| Höhe                  | 7,20 m                                                                                   |
| Gesamtmasse           | max. 32.150 kg                                                                           |
| Antrieb               | vier 18-Zylinder-Sternmotoren Nakajima-NK9K-L-Homare, je 1.472 kW (2.000 PS)             |
| Höchstgeschwindigkeit | 592 km/h in 8.000 m Höhe                                                                 |
| Steigleistung         | 8,8 m/s                                                                                  |
| Gipfelhöhe            | 10.200 m                                                                                 |
| größte Reichweite     | 7.450 km                                                                                 |
| Bewaffnung            | sechs 20-mm-Kanonen, vier 13-mm-MGs und bis zu 4.000 kg Bomben im internen Waffenschacht |